# Niederpremeischl
Niederpremeischl ist ein Ortsteil der Gemeinde Schönthal im Landkreis Cham des Regierungsbezirks Oberpfalz im Freistaat Bayern.

## Geografie
Niederpremeischl liegt auf dem Südufer der Schwarzach, 320 Meter südlich der Bundesstraße 22, 2 Kilometer südwestlich von Schönthal.

## Geschichte
Archäologische Funde und mehrere spätpaläolithische und mesolithische Freilandstationen sowie ein nordwestlich gelegenes mittelalterliches Goldabbaurevier (Denkmalnummern D-3-6641-0021, D-3-6641-0039, D-3-6641-0045, D-3-6641-0082) zeugen für eine frühe Besiedelung der Umgebung von Niederpremeischl.
Der Ortsname Niederpremeischl (auch: Premaevsel Inferiori, Nydern Premeuschl, Nidern Premeüschl, Vnder Premeuschl, Vntern Premeuschl, Niedern Premeischl, Crämmerhöf) stammt von dem slawischen Namen Přemysl ab. Er deutet auf die frühe slawische Besiedlung der Region hin.
Im 12. Jahrhundert hatte das Geschlecht der Altendorfer-Leonberger Lehensträger in Niederpremeischl.
1285 erhielt das Kloster Schönthal Zehntrechte in Niederpremeischl. 1294 erhielt das Kloster 2 Höfe in Niederpremeischl.
1315 hatte das Kloster Zehentrechte über 3 Höfe in Niederpremeischl. 1338 besiegelte Hans der Geyganter den Verkauf eines Gutes in Niederpremeischl an das Kloster.
1505 wurde Niederpremeischl genannt. 1522 erschien es mit 2 Amtsuntertanen. 1522 gehörten Untertanen in Niederpremeischl zum Kastenamt Rötz. In einem Verzeichnis von 1588 wurden Mannschaften in Niederpremeischl als zur Frais Schwarzenburg gehörig aufgeführt. 1588 hatte Niederpremeischl 2 Höfe, 1 Inwohner. 1622 hatte es 2 Mannschaften.
In der Steueranlage von 1630 wurde das Pflegamt Rötz in vier Viertel eingeteilt. Dabei gehörte Niederpremeischl zum 3. Viertel. 1630 hatte Niederpremeischl 2 Höfe.
1808 gab es in Niederpremeischl 2 Anwesen.
1808 wurde die Verordnung über das allgemeine Steuerprovisorium erlassen. Mit ihr wurde das Steuerwesen in Bayern neu geordnet und es wurden Steuerdistrikte gebildet. Dabei kam Niederpremeischl zum Steuerdistrikt Flischbach. Der Steuerdistrikt Flischbach bestand aus den Dörfern Flischbach, Flischberg, Gmünd, Grub, Öd, Steegen, Wenzenried und der Einöde Niederpremeischl.
1820 wurden im Landgericht Waldmünchen Ruralgemeinden gebildet. Dabei kam Niederpremeischl zur Ruralgemeinde Steegen. Die Gemeinde Steegen bestand aus den beiden Dörfern Steegen mit 18 Familien und Wenzenried mit 13 Familien, dem Weiler Niederpremeischl mit 4 Familien und der Einöde Stanglhof mit 3 Familien.
1837 wurde die Gemeinde Steegen mit der Gemeinde Öd zusammengelegt. Dabei kam außer Öd auch Flischberg zu Steegen. 1939 wurde die Gemeinde Flischbach aufgelöst. Dabei kam Flischbach zu Steegen. 1978 wurde die Gemeinde Steegen aufgeteilt. Dabei kamen Stanglhof, Steegen und Wenzenried zur Stadt Rötz und Flischbach, Flischberg, Niederpremeischl und Öd wurden nach Schönthal eingemeindet.
Niederpremeischl gehört zur Pfarrei Schönthal. 1997 hatte Niederpremeischl 15 Katholiken.

## Einwohnerentwicklung ab 1820
| Jahr | Einwohner  | Gebäude |
| ---- | ---------- | ------- |
| 1820 | 4 Familien | k. A.   |
| 1838 | 24         | 2       |
| 1861 | 21         | 8       |
| 1871 | 21         | 12      |
| 1885 | 13         | 4       |
| 1900 | 18         | 4       |
| 1913 | 14         | 2       |

| Jahr | Einwohner | Gebäude |
| ---- | --------- | ------- |
| 1925 | 14        | 2       |
| 1950 | 30        | 2       |
| 1961 | 14        | 2       |
| 1970 | 14        | k. A.   |
| 1987 | 15        | 2       |
| 2011 | 11        | k. A.   |